# Lilin Shuiku
Lilin Shuiku (kinesiska: 里林水库) är en reservoar i Kina. Den ligger i provinsen Zhejiang, i den östra delen av landet, omkring 160 kilometer söder om provinshuvudstaden Hangzhou. Lilin Shuiku ligger 190 meter över havet. Arean är 0,17 kvadratkilometer. Trakten runt Lilin Shuiku består till största delen av jordbruksmark.
Genomsnittlig årsnederbörd är 2 402 millimeter. Den regnigaste månaden är juni, med i genomsnitt 411 mm nederbörd, och den torraste är januari, med 67 mm nederbörd.